# 1975 NC
1975 NC är en asteroid i huvudbältet som upptäcktes den 15 juli 1975 av den båda chilenska astronomerna Carlos R. Torres och Sergio Barros på Cerro El Roble.
Asteroiden har en diameter på ungefär 5 kilometer.